# Сизганський сільський округ
Сизга́нський сільський округ (каз. Сызған ауылдық округі, рос. Сызганский сельский округ) — адміністративна одиниця у складі Сузацького району Туркестанської області Казахстану. Адміністративний центр — село Сизган.
Населення — 3820 осіб (2021; 3376 у 2009, 3990 у 1999, 3693 у 1989).
Станом на 1989 рік існувала Сизганська сільська рада (села Босбулак, Женіс, Кайнар, Козмолдак, Сизган). Пізніше село Женіс було перетворено в смт Таукент.

## Склад
До складу округу входять такі населені пункти:
| Населений пункт | Колишні назви | Населення, осіб (1989) | Населення, осіб (1999) | Населення, осіб (2009) | Населення, осіб (2021) |
| --------------- | ------------- | ---------------------- | ---------------------- | ---------------------- | ---------------------- |
| Босбулак, село  | -             | 590                    | 294                    | 291                    | 322                    |
| Кайнар, село    | -             | 891                    | 784                    | 986                    | 1198                   |
| Козмолдак, село | -             | 1514                   | 1377                   | 1402                   | 1448                   |
| Сизган, село    | -             | 698                    | 1535                   | 697                    | 852                    |